# Lisandra Tena
Lisandra Tena (Albuquerque, Nuevo México; 29 de marzo de 1987) es una actriz méxico-estadounidense. Su interpretación más conocida es el papel de Lola Guerrero en la serie de AMC Fear the Walking Dead.

## Carrera
En 2017, se unió al elenco de la serie Fear the Walking Dead como personaje regular en el papel de Lola Guerrero.

## Filmografía

### Cine
| Año  | Título                                      | Personaje       | Notas        |
| ---- | ------------------------------------------- | --------------- | ------------ |
| 2007 | La Trinchera Luminosa del President Gonzalo |                 | Cortometraje |
| 2008 | Spinners                                    | Leticia         | Cortometraje |
| 2011 | The Cutback                                 | Knifefighter    | Cortometraje |
| 2014 | Una mujer sin precio 1961                   | Maribella       | Cortometraje |
| 2014 | Everything Will Be All Right                | Rebecca         | Cortometraje |
| 2014 | Rain, Rain                                  | una mujer       | Cortometraje |
| 2017 | Cowboy Drifter                              | Deputy Gonzales | Cortometraje |
| 2018 | Graybeard                                   | Valerie         | Cortometraje |

### Televisión
| Año  | Título                | Personaje       | Notas                                        |
| ---- | --------------------- | --------------- | -------------------------------------------- |
| 2014 | Chicago P.D.          | Lina Ochoa      | 2 episodios                                  |
| 2017 | Fear the Walking Dead | Lola Guerrero   | Personaje regular: 5 episodios (Temporada 3) |
| 2017 | Talking Dead          | Ella misma      | Discusión del episodio: "La Serpiente"       |
| 2017 | NCIS: Los Angeles     | Gina Fuentes    | 1 episodio                                   |
| 2017 | Sex Parties           | Oficial Hirsch  | Miniserie                                    |
| 2018 | Code Black            | Hilda Sallander | 1 episodio                                   |